# Eva Nansen

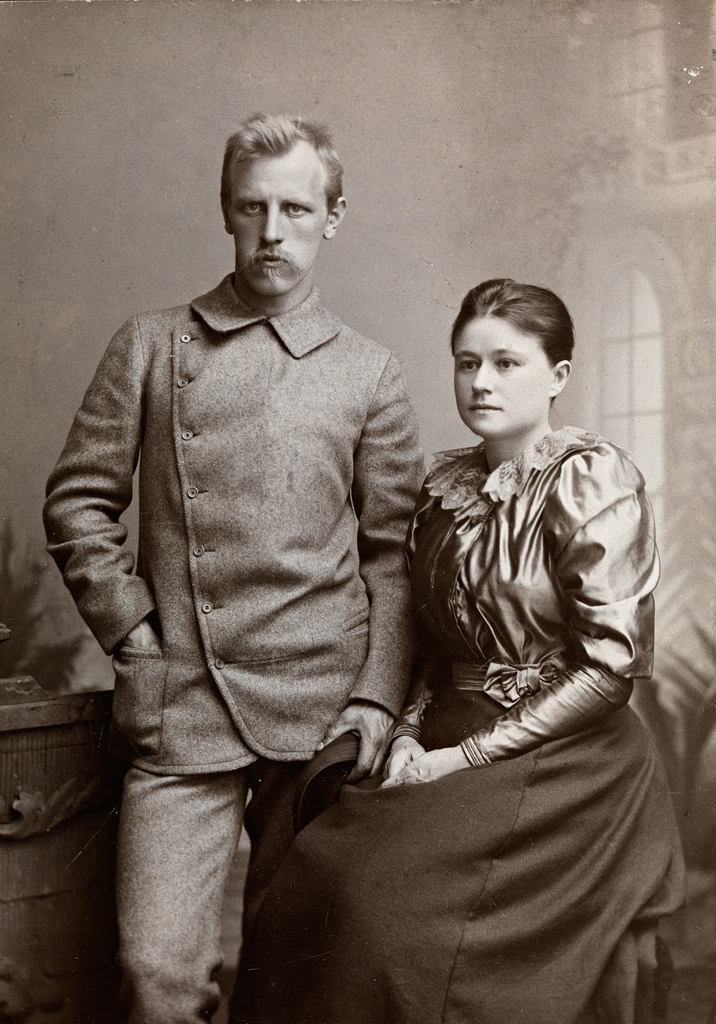
O casal Fridtjof e Eva Nansen.

Eva Helene Nansen (sobrenome de solteira: Sars; Oslo, 17 de dezembro de 1858 - 9 de dezembro de 1907) foi um célebre cantora mezzosoprano norueguesa. Ela também foi uma das pioneiras no esqui feminino.

## Vida pessoal
Nascido em Christiania, atual Oslo, Eva era filha do pastor e professor de zoologia Michael Sars (1805-1869) e sua esposa Maren Sars (1811-1898). Era ainda irmã do biólogo Georg Ossian Sars e do historiador Ernst Sars. Por parte de mãe, era sobrinha de Johan Sebastian e Welhaven Elisabeth, e primo do arquiteto Hjalmar Welhaven e do chefe de polícia Welhaven Kristian. Em setembro de 1889, ela se casou com Fridtjof Nansen. Eva morreu de pneumonia em 9 de dezembro de 1907 em Lysaker.